# Фогельманис, Ото
О́то Фо́гельманис, Отто Янович Фогельман (латыш. Oto Fogelmanis; 7 марта 1876, Елгава — 8 декабря 1926) — латвийский виолончелист, музыкальный педагог и критик.
Сын местного органиста. Окончил (1903, первым из латышей) Санкт-Петербургскую консерваторию, занимался в классах виолончели Эмиля Гербека и Александра Вержбиловича. Некоторое время преподавал там же. Совершенствовал исполнительское мастерство во Франкфурте-на-Майне у Хуго Беккера.
Жил и работал в Латвии на протяжении предвоенного десятилетия. Наибольшего успеха добился как ансамблист, особенно в составе фортепианных трио с Людвигом Бетинем и Вацлавом Неделой (1906—1907) и с Виной Берлин и Яковом Гурвичем (1912—1915). Как критик и рецензент музыкальной жизни выступал в выходившей в 1906—1909 гг. специализированной газете Mūzikas Druva и в популярном издании Dienas Lapa; среди прочего, опубликовал статью в поддержку выступления Павла Юрьяна против Эмиля Дарзиня. Давал также уроки музыки (в частности, был первым учителем семилетней Луции Гаруты), в 1904 г. у него начал заниматься на виолончели пришедший в музыку под впечатлением от его игры Эвальд Берзинский.
В 1915—1919 гг. находился в России, зимой 1920 г. выехал из Москвы в Латвию вместе со специальным представителем латвийского правительства Карлисом Озолсом (Озолс вспоминает в мемуарах, как Фогельманис предлагал ему перед отъездом приобрести коллекцию янтаря у бедствовавших при новой власти представителей семьи Рябушинских, но Озолс купил только один мундштук, который затем подарил будущему президенту США Гуверу).
С 1920 г. и до конца жизни профессор виолончели в Латвийской консерватории.